# Ute Pleuger
Ute Pleuger (* 1956 in Neuwied) ist eine deutsche Künstlerin und Hochschulprofessorin.

## Leben
In Essen aufgewachsen, übersiedelte Ute Pleuger 1975 nach West-Berlin, wo sie das Studium der Malerei an der Hochschule der Künste Berlin 1983 als Meisterschülerin von Marwan abschloss. Parallel studierte sie Orgel bei Oda Jürgens, Meisterschülerin von Helmut Walcha.
Als 29-Jährige erhielt sie – zusammen mit Eun Nim Ro und Rosemarie Trockel – den Förderpreis ars viva des Kulturkreises im Bundesverband der deutschen Industrie für ihre „Fensterbilder“ aus einem zweijährigen Parisaufenthalt. In den folgenden Jahren entwickelte sie die „Seriellen Räume“ (1984–2000), die 1996 in einer großen Einzelausstellung im Martin-Gropius-Bau Berlin gezeigt wurden.
Nach mehrjähriger Lehrtätigkeit an der Hochschule der Künste Berlin wurde Ute Pleuger 1999 auf die Professur für Malerei an der Burg Giebichenstein Kunsthochschule Halle berufen, wo sie bis 2016 das Fachgebiet Malerei und die Klasse für Malerei leitete. Pleugers Werk umfasst neben Malerei auch Zeichnung und Grafik, seit 2000 umfangreiche Zyklen zur Musik, z. B. „Fugen“ 2000–2009, „Plein-Jeu“ seit 2015.
Ute Pleuger ist Mitglied im Deutschen Künstlerbund. Sie lebt und arbeitet in Berlin und Caputh.

## Preise
- 1985: Förderpreis des Kulturkreises der Deutschen Wirtschaft im BDI[2]
- 1992: 3. Grafikpreis „Linolschnitt heute“
- 2004: Kunstpreis der Ilse-Augustin-Stiftung Berlin

## Sammlungen
- Berlinische Galerie, Landesmuseum für Moderne Kunst Berlin
- Landesbank Berlin
- Neuer Berliner Kunstverein
- Schering Berlin
- Staatliche Museen Preußischer Kulturbesitz Berlin
- Städtische Galerie Bietigheim-Bissingen
- Deutsche Bank Frankfurt (Main)
- Archiv der Burg Giebichenstein Halle (Saale)
- Norddeutsche Landesbank Hannover
- Stiftung Kunst, Kultur und Bildung Ludwigsburg
- Hypovereinsbank München
- Stadt Neuwied (Rhein)
- Kunstsammlung Sachsen-Anhalt